# Złotnica (roślina)
Złotnica (Asphodeline (L.) Rchb) – rodzaj roślin należący do rodziny złotogłowowatych (Xanthorrhoeaceae). Obejmuje 17 gatunków występujących w basenie Morza Śródziemnego, w Azji Mniejszej, w rejonie Kaukazu i na wschodzie sięgających do Iranu. Niektóre gatunki uprawiane są jako ozdobne, zwłaszcza złotnica żółta A. lutea i złotnica krymska A. taurica. Mięsiste korzenie tej pierwszej są jadane podobnie do ziemniaków.

## Morfologia
Rośliny jednoroczne i byliny. Liście podobne do traw, korzenie grube i mięsiste. Łodyga wyrasta głównie jako pęd kwiatowy. Kwiaty w kształcie gwiazdek, żółte, białe lub białoróżowe, liczne, zebrane w kwiatostan na szczycie pędu.

## Systematyka
Pozycja rodzaju według APG (aktualizowany system APG IV z 2016)
Należy do podrodziny złotogłowowych (Asphodeloideae), która wchodzi w skład rodziny złotogłowowatych (Xanthorrhoeaceae), ta zaś jest jednym z kladów w rzędzie szparagowców Asparagales w obrębie jednoliściennych.
Wykaz gatunków
- Asphodeline anatolica Tuzlaci
- Asphodeline baytopiae Tuzlaci
- Asphodeline brevicaulis (Bertol.) J.Gay ex Baker
- Asphodeline cilicica Tuzlaci
- Asphodeline damascena (Boiss.) Baker
- Asphodeline globifera J.Gay ex Baker
- Asphodeline liburnica (Scop.) Rchb. – złotnica chorwacka
- Asphodeline lutea (L.) Rchb. – złotnica żółta
- Asphodeline peshmeniana Tuzlaci
- Asphodeline prismatocarpa J.Gay ex Boiss.
- Asphodeline prolifera (M.Bieb.) Kunth
- Asphodeline recurva Post
- Asphodeline rigidifolia (Boiss. & Heldr.) Baker
- Asphodeline sertachiae Tuzlaci
- Asphodeline taurica (Pall. ex M.Bieb.) Endl. – złotnica krymska
- Asphodeline tenuior (Fisch. ex M.Bieb.) Ledeb.
- Asphodeline turcica Tuzlaci